# 韦昌进
韦昌进（1965年11月—），江苏溧水人，全國政协委員、中共二十大代表、中国人民解放军少将，战斗英雄。现任海南省军区政委。

## 生平
韦昌进1965年11月出生于江苏省镇江市，籍贯江苏省溧水县。出生时因为不能顺产，最终是家人前往镇江请医生进行剖腹产才得以存活。1983年10月加入中国人民解放军，被编入陆军第199师步兵595团6连4班。1985年1月，199师接到命令前往云南承担老山地区的防御任务，入伍刚满一年的韦昌进作为家庭中唯一的男孩本可以选择留在后方，但韦昌进仍然选择与部队前往老山前线。
1985年5月到1986年6月，韦昌进随部队参加两山轮战。1985年7月，韦昌进所在排奉命坚守111高地。1985年7月19日凌晨，越南人民军以2个营加强1个连的兵力进攻该高地，以撕破中国人民解放军防线，史称“M2”计划。韦昌进在战斗中被弹片穿透右胸、击中左眼，全身负伤22处，仍坚持战斗。身旁4位战友先后牺牲后，韦昌进用报话机向上级呼叫：“为了祖国，为了胜利，向我开炮！向我开炮！”引导炮兵先后击退越南人民军8次连排规模反扑，11个小时独自坚守战位，成功守住了阵地，为中国人民解放军获得此次战斗的胜利作出了重大贡献。战斗结束后，韦昌进因伤势过重，昏迷7昼夜，左眼失明。1986年，韦昌进被中央军委授予“战斗英雄”称号。先后6次受党和国家领导人接见，多次应邀参加党和国家重大纪念活动。1991年被国家及军队表彰为“全国自强模范”，2009年被评选为“100位新中国成立后为国防和军队建设作出重大贡献、具有重大影响的先进模范人物”。后来他历任济南警备区政治部副主任、泰安军分区副政治委员、中国人民解放军山东省济南警备区副政治委员。2017年6月升任枣庄军分区政治委员。
2017年7月，中央军委主席习近平签署命令，授予韦昌进等10位同志“八一勋章”。2017年7月28日，中央军委颁授“八一勋章”和授予荣誉称号仪式在北京八一大楼举行，中共中央总书记、国家主席、中央军委主席习近平向韦昌进等10位“八一勋章”获得者颁授勋章和证书。这是“八一勋章”首次颁授。韦昌进同时获授“视死如归、血战到底的战斗英雄”荣誉称号。2018年1月，当选第十三届全国政协委员。2018年12月18日，在中共中央、国务院主持的改革开放四十周年大会上表彰为改革先锋。
2020年7月，他升任广西军区副政治委员、纪委书记，并晋升少将军衔。2021年4月调任上海警备区副政委。他还是政协上海市第十四届委员会委员、常委。